# اودد کوتلر
اودد کوتلر (عبری: עודד קוטלר‎؛ زادهٔ 	۵ مهٔ ۱۹۳۷) هنرپیشه اهل اسرائیل است. وی برای ایفای نقش در فیلم توطئه اورانیوم، سه روز و یک بچه در جشنواره فیلم کن ۱۹۶۷ برنده جایزه بهترین بازیگر مرد شده‌است.